# 광혜원고등학교
광혜원고등학교(廣惠院高等學校)는 대한민국 충청북도 진천군 광혜원면 광혜원리에 있는 공립 고등학교이다.

## 학교 연혁
- 1956년 4월 16일 : 광혜원고등학교 설립인가 (3학급)
- 1956년 5월 9일 : 개교식 겸 입학식 (3학급)
- 1959년 3월 2일 : 광혜원고등학교 제1회 졸업식
- 2014년 3월 1일 : 도지정 연구학교(지속가능발전교육 2년)
- 2017년 6월 27일 : 학교 신축 이전 준공식
- 2023년 3월 2일 : 제28대 박미화 교장 부임
- 2024년 2월 10일 : 제66회 졸업식(96명, 총 6,595명 졸업)

## 참고 자료
- 광혜원고등학교 - 한국교육학술정보원 학교알리미